# Ti chiedo scusa/Per favore
Ti chiedo scusa/Per favore è un singolo di Loretta Goggi, pubblicato nel 1971.

## Descrizione
Il brano è una cover con testo in italiano scritto da Paolo Limiti di un brano di Joe South..
Il lato B del disco contiene Per favore, primo brano con testo scritto dalla stessa Loretta Goggi su musica di Roberto Chevalier.

## Tracce
Lato A
1. Ti chiedo scusa (Cover di "Rose Garden") – 3:02 (testo: Paolo Limiti e Felice Piccarreda – musica: Joe South)

Lato B
1. Per favore – 3:58 (testo: Loretta Goggi – musica: Roberto Chevalier Di Miceli)